# 頚動脈洞反射
頚動脈洞反射（けいどうみゃくどうはんしゃ）とは、頚動脈洞を刺激することによって起こる舌咽神経-迷走神経反射である。
喉仏の左右にある頚動脈洞を圧迫すると、圧受容体が圧上昇を感知し、舌咽神経が延髄孤束核に伝え、孤束核から迷走神経背側核に伝え、迷走神経が過剰な反射を起こし、心臓の洞房結節や房室結節に伝え抑制され、徐脈となり、血圧が低下し、脳幹へ行く血液が少なくなり脳幹での酸素量減少で失神状態に陥ることもある。これを、頚動脈洞性失神という。ツェルマーク・ヘーリング反射、ツェルマク・ヘーリング反射ともいう。1879年から後にヨハン・ネポムク・ツェルマクが考えだし、1866年初期にはエリアス・シオンとカール・ルートヴィヒが受容器反射の働きを報告し、ハインリッヒ・エヴァルト・ヘリングは、頚動脈反射として1923年に解明した。

## 参考サイト
- 頚動脈洞症候群（archive版）
- 頸動脈洞反射（archive版）